# Sinocyclocheilus liboensis
Sinocyclocheilus liboensis är en fiskart som beskrevs av Li, Chen och Y. Ran 2004. Sinocyclocheilus liboensis ingår i släktet Sinocyclocheilus och familjen karpfiskar. Inga underarter finns listade i Catalogue of Life.